# Христо Зидаров
Христо Т. Зидаров е български духовник и революционер, деец на Вътрешната македоно-одринска революционна организация.

## Биография
Роден е на 6 юни 1865 година в Мустафа паша, тогава в Османската империя, днес Свиленград, България. Завършва Самоковското духовно училище и е изпратен в родния си град от Българската екзархия като един от петимата по това време български свещеници в Мустафа паша. След това става архиерейски наместник в Кавадарци и съответно председател на Кавадарската българска община. Докато е в Кавадарци развива дейност за ВМОРО и в 1901 година е арестуван при Солунската афера, след което е заточен в Подрум кале.
На 25 август 1910 година е назначен за архиерейски наместник в Булгаркьой.
Умира на 14 ноември 1929 година.